# Hippeutister
Hippeutister (лат.) — род мирмекофильных жуков-карапузиков (Histeridae). 6 видов. Северная и Южная Америка: от Калифорнии и Мексики до Бразилии. В гнёздах огненных муравьёв рода Solenopsis.

## Описание
Мелкие жуки-карапузики (1 — 3 мм), округло-овальной формы, с широким выпуклым простернумом и сильно расходящимися килевидными бороздками, широким мезостернальным выступом. Имеют цилиндрическую косо усеченную булаву усиков, лоб с продольным вдавлением около внутреннего края глаз и глазным килем, надкрылья без бороздок.

## Систематика
6 видов. Род был выпревые выделен в 1935 году немецким энтомологом профессором Огюстом Рейхеншпергером (August Reichensperger; 1878-1962). Монофилетическая группа в составе подсемейства Hetaeriinae. Hippeutister сходен с родом Poneralister. Валидный статус рода был подтверждён в ходе ревизии, проведённой в 2008 году энтомологами Майклом Катерино (Michael S. Caterino) и Алексеем Тищечкиным (Santa Barbara Museum of Natural History, Санта-Барбара, США).
- Hippeutister amabilis (Wenzel, 1938)[4]
  - =Solenopsister amabilis Wenzel, 1938
- Hippeutister californicus Caterino & Tishechken, 2008[1]
- Hippeutister castaneus (Lewis, 1891)[5]
  - =Paratropus castaneus Lewis, 1891
- Hippeutister manicatus (Lewis, 1891)[5]typus
  - =Paratropus manicatus Lewis, 1891
  - =Hippeutister solenopsidis Reichensperger, 1935[6]
- Hippeutister plaumanni Reichensperger, 1936[7]
- Hippeutister solisi Caterino & Tishechken, 2008[1]